# 別府哲
別府 哲（べっぷ さとし、1960年 - ）は、特殊教育学者、岐阜大学教育学部教授。
1983年京都大学教育学部教育方法学卒業、86年同大学院教育学研究科修士課程修了、99年「自閉症幼児のジョイント・アテンション、愛着、鏡像認知にみる他者理解の発達と障害」で京大博士（教育学）。1988年岐阜大学教育学部助手、92年助教授、教授。

## 著書
- 『障害児の内面世界をさぐる』全国障害者問題研究会出版部 1997
- 『自閉症幼児の他者理解』ナカニシヤ出版 2001
- 『自閉症児者の発達と生活 共感的自己肯定感を育むために』全国障害者問題研究会出版部 2009

### 共編著
- 『学校教育法解説 初等中等教育編』今村武俊共著 第一法規出版 1968
- 『社会・情動発達とその支援』須田治共編著 ミネルヴァ書房 シリーズ/臨床発達心理学 2002
- 『自閉症スペクトラムの発達と理解』奥住秀之,小渕隆司共著 全国障害者問題研究会出版部 2005
- 『発達障害のある子どもの自己を育てる 内面世界の成長を支える教育・支援』田中道治,都筑学,小島道生共編 ナカニシヤ出版 2007
- 『「自尊心」を大切にした高機能自閉症の理解と支援』小島道生共編 有斐閣選書 2010
- 『青年・成人期自閉症の発達保障 ライフステージを見通した支援』新見俊昌,藤本文朗共編著 クリエイツかもがわ 2010
- 『発達障害・知的障害のある児童生徒の豊かな自己理解を育むキャリア教育 内面世界を大切にした授業プログラム45』監修 小島道生,片岡美華編著 ジアース教育新社 2014

## 論文
- Cinii

## 注
1. ↑  “別府哲-マイポータル-”.   researchmap. 2022年8月27日閲覧。